# Jeff Dunham
Jeffrey "Jeff" Dunham là một diễn viên, diễn viên lồng tiếng Mỹ được liệt kê vào trong số "các tên tuổi lồng tiếng hàng đầu". Anh đã diễn xuất trên một số sô diễn truyền hình, bao gồm Late Show with David Letterman, Comedy Central Presents, The Tonight Show và Sonny With a Chance. Anh có bốn số phát hành đặc biệt trên Comedy Central: Jeff Dunham: Arguing with Myself, Jeff Dunham: Spark of Insanity, Jeff Dunham's Very Special Christmas Special, và Jeff Dunham: Controlled Chaos. Dunham cũng diễn chính trong The Jeff Dunham Show, một sê ri trên hệ thống vào năm 2009. Phong cách diễn xuất của anh được mô tả là "một phiên bản mài dũa hơn, dễ tiêu hơn của Don Rickles với rối loạn đa nhân cách". Mô tả các nhân vật của anh, Time cho rằng, "Tất cả họ không đúng về chính trị, xúc phạm vô cớ và gắt gỏng." Dunham đã được ghi nhận với việc làm hồi sinh thuật nói bằng bụng, và đã làm nhiều để xúc tiến dạng nghệ thuật này nhiều hơn bất kỳ ai kể từ thời Edgar Bergen.